# Akbar, Basilan

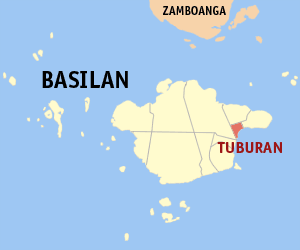
Akbar was created from the Đô thị Tuburan in 2006.

Akbar là một đô thị ở tỉnh Basilan, Philippines.

## Các đơn vị hành chính
Akbar, về mặt hành chính, được chia thành 9 khu phố (barangay).
- Caddayan
- Linongan
- Lower Bato-bato
- Mangalut
- Manguso
- Paguengan
- Semut
- Upper Bato-bato
- Upper Sinangkapan